# Živi mrtveci (TV-serija)
Živi mrtveci (v izvirniku angleško The Walking Dead) je ameriška dramska TV-serija, ki jo je razvil režiser Frank Darabont za televizijsko hišo AMC Networks in se od leta 2010 predvaja na njenem kabelskem kanalu AMC.
Zgodba temelji na istoimenski stripovski seriji avtorjev Roberta Kirkmana, Tonyja Moora in Charlieja Adlarda. Spremlja policista Ricka Grimesa (Andrew Lincoln), ki se po daljšem času zbudi iz kome v bolnišnici in ugotovi, da se je medtem večina ljudi spremenila v krvoločna bitja, podobna zombijem iz filmov Georgea A. Romera. Nato z družino, ki mu jo uspe kmalu najti, in nekaj drugimi po naključju preživelimi potujejo naokrog, poskušajo preživeti nenehne napade in iščejo kraj, kjer bi se lahko ustalili.

## Predvajanje
Prva epizoda je bila na sporedu 31. oktobra 2010 na kanalu AMC v Združenih državah Amerike. Na podlagi uspeha prve sezone so se vodilni pri AMC odločili, da bodo financirali drugo sezono, dolgo 13 epizod, ki se je začela 16. oktobra 2011. Med produkcijo je bil Frank Darabont odpuščen, vzrok za kar naj bi bilo varčevanje in Darabontov težaven temperament. Na vodilnem položaju ga je zamenjal izvršni producent Glen Mazzara. Že po dveh epizodah je AMC oznanil tretjo sezono, premiera katere je bila 14. oktobra 2012. V četrti sezoni (2013–14) je Mazzaro zamenjal Scott Gimple. Trenutno je v teku osma sezona, ki se je začela oktobra 2017.

## Priznanja
Serijo so dobro sprejeli tako gledalci kot kritiki. Med drugim je bila leta 2011 nominirana za zlati globus za najboljšo dramsko serijo, prejela pa je primetime emmyja za ličenje. Prvo epizodo tretje sezone si je ogledalo 10,9 milijona gledalcev, kar je rekord za televizijske serije leta 2012.